# Ukraina Lwów
Ukraina Lwów – ukraiński klub piłkarski, założony we Lwowie w 1911 przez społeczność ukraińską, rozwiązany w czasie II wojny światowej. 
W okresie międzywojennym w Polsce piąta drużyna w ogólnej klasyfikacji w lidze okręgowej Lwów (po Polonii Przemyśl, Lechii Lwów, Hasmonei Lwów i Czarnych Lwów).

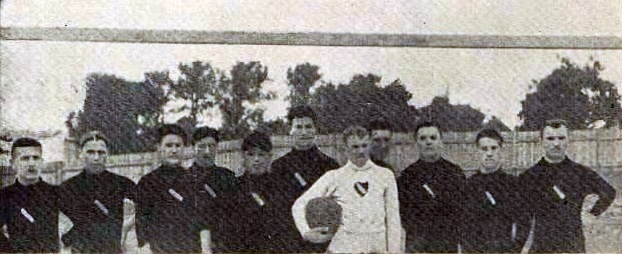
Ukraina w 1912 roku

Ukraina Lwów jest często określana jako najlepszy, a z pewnością największy ukraiński klub sportowy w historii polskiego futbolu.

## Historia
Pierwszy klub piłkarski we Lwowie powstał z inicjatywy ukraińskich uczniów Pierwszego Gimnazjum Akademicznego we Lwowie jesienią 1906 roku i nazywał się Sportowe Koło. Jednak najprawdopodobniej uczniowie nigdy nie zarejestrowali „Koła”. Świadczy o tym brak takiego wpisu w księdze archiwalnej Kataster Spółek”. Początkowo działalność klubu ograniczała się jedynie do organizowania pokazowych meczów i spotkań towarzyskich. 
Z inicjatywy profesora Iwana Boberskiego, który wcześniej pracował w ukraińskiej średniej szkole w Przemyślu na bazie Sportowego Koła w 1911 roku, zostało założone Sportowe Towarzystwo „Ukraina”. W ciągu pierwszych trzech lat klub grał głównie z innymi ukraińskimi klubami. W roku 1913 klub zajął czwarte od końca miejsce w rozgrywkach lwowskiej grupy II klasy Galicji.
Po I wojnie światowej klub reaktywowano w 1921 roku; na początku występował w rozgrywkach organizowanych przez Sportowe Towarzystwo spośród drużyn ukraińskich. 30 września 1925 roku, w celu złagodzenia stosunków polsko-ukraińskich, po jedenastoletniej przerwie, został rozegrany pierwszy oficjalny mecz drużyny polskiej (Hasmonea Lwów) z ukraińską, w którym „Ukraina Lwów” przegrała 1:4. Dopiero w 1928 roku, po zorganizowaniu przez PZPN „okręgowej ligi Lwów”, klub został członkiem PZPN i przystąpił do rozgrywek w niej. 
Klub przez 12 sezonów (1928–1940) grał w polskiej okręgowej lidze Lwów – Klasa A: rozegrał 182 spotkania, zdobył 199 punktów, różnica bramek 433-351. W latach 1937, 1938 i 1939 zdobywał wicemistrzostwo ligi.
Przed 1939 działała także sekcja hokeja na lodzie klubu.
Swój ostatni mecz „Ukraina Lwów” rozegrała 27 sierpnia 1939, przeciwko Pogoni Lwów. We wrześniu 1939 roku, kiedy wybuchła II wojna światowa, klub przestał istnieć.
Kiedy Lwów był okupowany przez radzieckie wojska, do Dynama Kijów zostali zaproszeni jedni z najlepszych piłkarzy ze Lwowa: Kazimierz Górski, Z. Cibor, Michał Matyas, Aleksandr Skoceń, którzy występowali w kijowskim klubie w latach 1940–1941.
W 1942 r. klub został reaktywowany w okupowanym przez niemieckich żołnierzy Lwowie i w tymże roku zdobył Mistrzostwo Galicji. W 1944 roku, po nadejściu do Lwowa radzieckich wojsk, klub został zlikwidowany. Komunistyczne władze przyniosły swoje towarzystwa – „Dynamo”, „Spartak”, „Lokomotyw”, „Charczowyk”. Po wojnie rozpoczęto aresztowania piłkarzy – reprezentant Polski Wacław Kuchar (podczas okupacji sowieckiej był trenerem tamtejszego Spartaka) i Aleksandr Skoceń – niektórzy z nich byli zagrożeni wywózką na Syberię. Wacław Kuchar, Kazimierz Górski i Michał Matyas po wojnie nie wrócili do Lwowa, który po przymusowym wysiedleniu Polaków został włączony do Ukraińskiej SRR, a osiedlili się w nowych granicach Polski, gdzie kontynuowali występy. Aleksandr Skoceń wyjechał do Francji, gdzie bronił barw OGC Nice. NKWD straciło utalentowanych młodych piłkarzy „Ukrainy Lwów” Petra Hnurę, Bohdana Kuźmę i Jewstachija Ticholiza. W celi w Drohobyczu został stracony drohobycki piłkarz i trener K. Kicił.

## Galeria

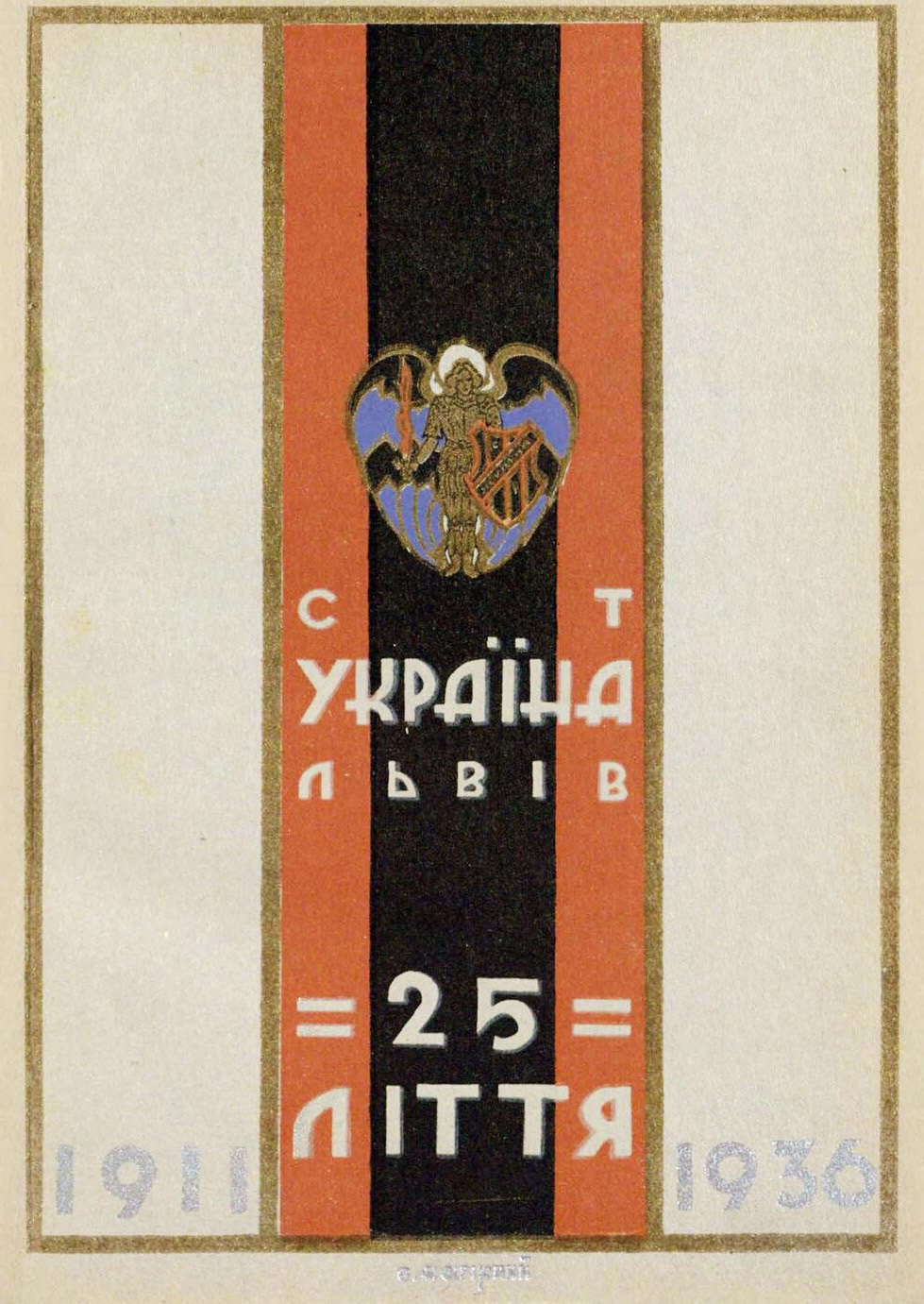
Okładka książki dokumentującej 25 lat istnienia stowarzyszenia
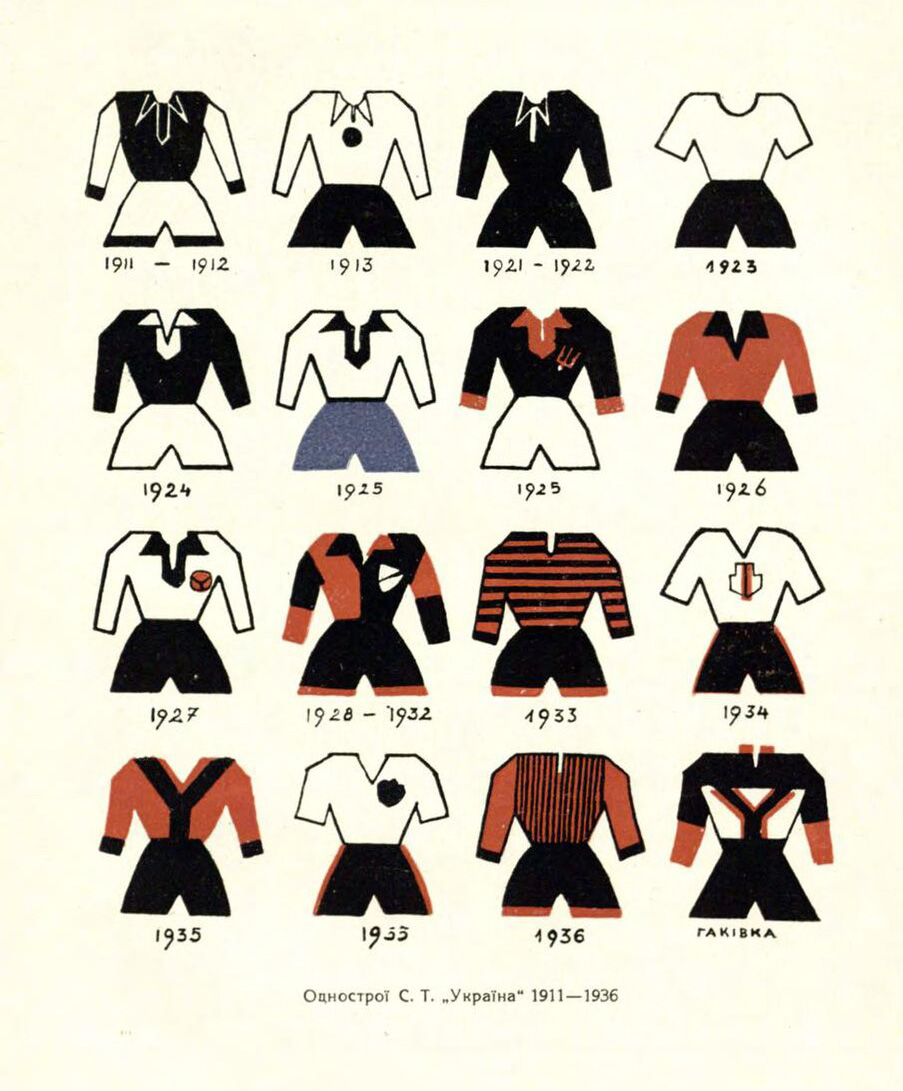
Stroje zawodników na przestrzeni lat. Widać wprowadzenie kolorystyki czerwono-czarnej od 1925 roku